# Питьё

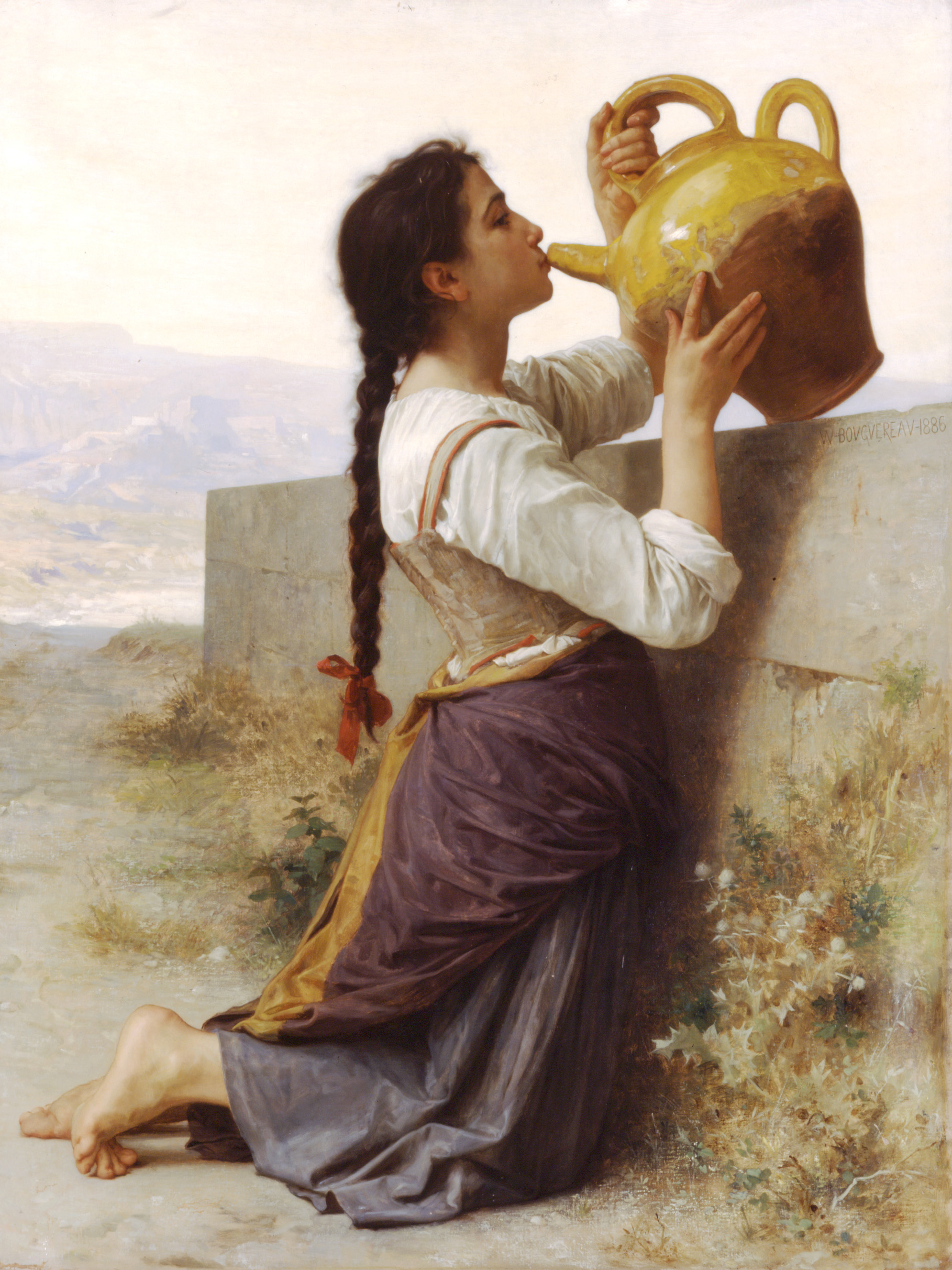
W.-A. Bouguereau. Жажда (1886)

Питьё — процесс поглощения жидкости через рот. Вода необходима для многих физиологических процессов и излишек или недостаток в потреблении воды влечёт опасность для здоровья. «Питьё» в частности может означать приём алкогольных напитков в зависимости от контекста употребления термина.
В Древней Руси и Русском государстве слово «питьё» использовалось для обозначения всевозможных напитков.

## Физиология

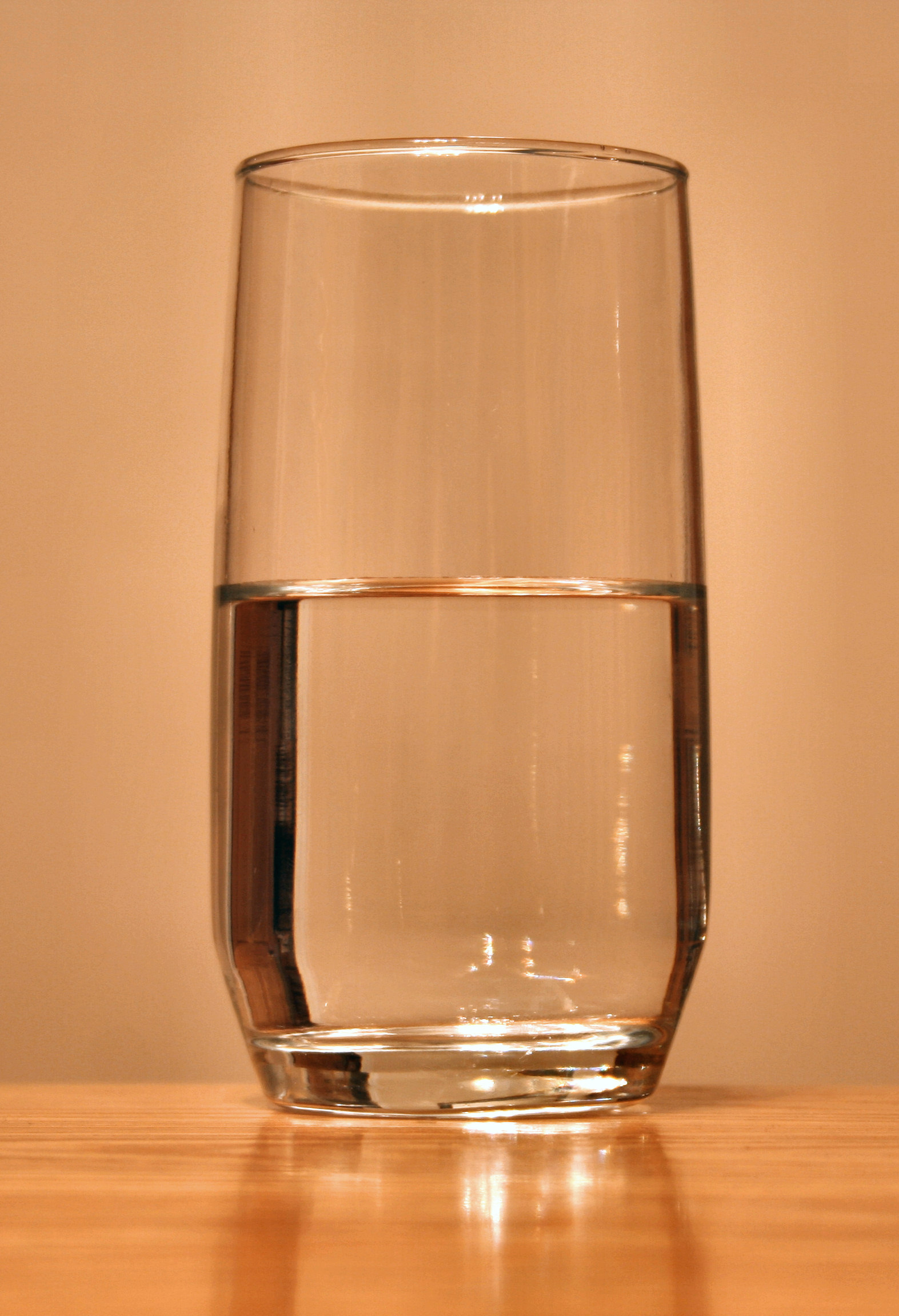
Стакан с водой

Ежедневное потребление 1—2 литров воды необходимо для нормальной физиологической деятельности человеческого тела, в зависимости от окружающих погодных условий и диеты (в особенности, потребления соли). Абсолютный минимум за длительный период составляет около 1,6 литра (600 мл на мочу, 200 мл на фекальные потери и 800 мл на потери через кожу и лёгкие). Это включает воду, содержащуюся в пище (то есть для выживания не требуется выпивать 1—2 литра воды в день, хотя это часто рекомендуется для пользы здоровью).
Ощущение, вызываемое дегидратацией тела, называется жаждой. Жажда регулируется гипоталамусом в ответ на слабые изменения
электролитического уровня тела в результате изменений объёма циркулирующей крови.

## Роль в болезнях
Полидипсия — медицинский термин, обозначающий потребление большого количества воды. Может быть симптомом различных болезней (Сахарный диабет (diabetes mellitus), diabetes insipidus, и некоторых психических состояний).
Множество болезней в мире вызывается недостатком чистой питьевой воды. Недостаток воды в диете в конечном счёте вызывает смерть от гипернатриемии и обезвоживания, в особенности когда много воды выделяется
с потом.
Также возможна гипергидратация, что иногда случается со спортсменами, потребляющими слишком много воды, что снижает концентрацию солей в организме.

## Сосуды

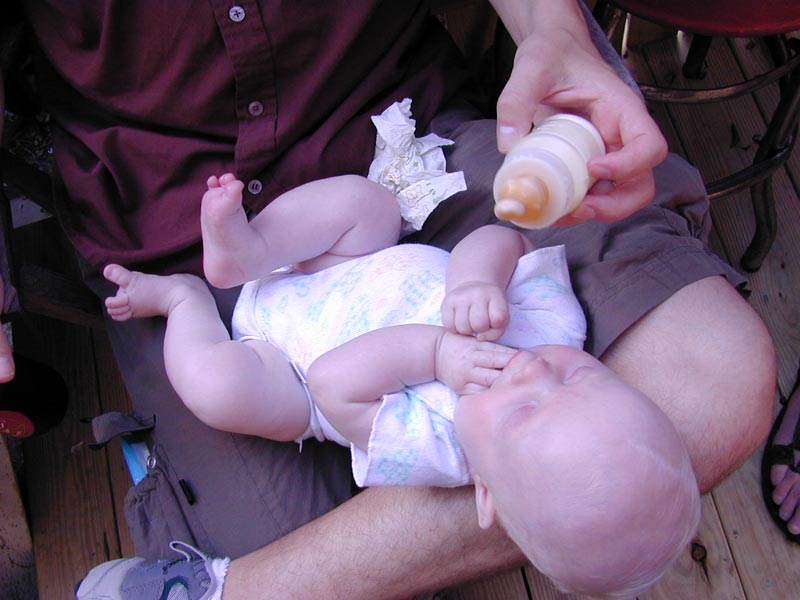
Кормление младенца из бутылки

Сосуды для питья включают: стаканы, чашки, бутылки, фляги, или кубки.
Не требуется большого мастерства для питья из детской бутылки или чашки с крышкой и носиком. Поэтому они полезны для маленьких детей и инвалидов. Если питание и питьё невозможны, возможные альтернативы — энтеральное и парентеральное питание.

## Алкоголь
Слово «пить» также используется как эвфемизм для потребления алкогольных напитков. С алкоголем также связано питьё воды в случае похмелья.